# Stadio Mayol
Lo stadio Mayol (in francese Stade Mayol) è un impianto multifunzione di Tolone, in Francia.
Inaugurato nel 1920, ospita da allora gli incontri interni del Rugby Club Toulonnais, la locale compagine di rugby a 15 e, per un breve periodo, ospitò anche la squadra di calcio dello Sporting Toulon Var.
Situato nel centro cittadino e ristrutturato nel 1983, è capace di 15500 posti e deve il suo nome a Félix Mayol, chansonnier della prima metà del Novecento che donò alla città il terreno dove lo stadio sorge.

## Storia

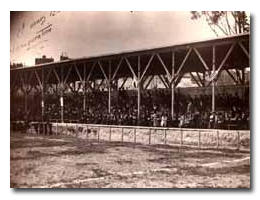
Lo stadio come appariva all'inaugurazione

La storia dell'impianto inizia alla fine degli anni dieci del XX secolo quando lo chansonnier francese Félix Mayol (1872-1941), originario di Tolone, volle dotare di un terreno di gioco permanente la locale squadra di rugby e, a tale scopo, acquistò un vecchio velodromo in disuso e ne fece dono al club insieme ai diritti delle sue canzoni per costruire il nuovo stadio, che vide la luce il 28 marzo 1920.
Insieme allo stadio Mayol diede al club anche il proprio segno distintivo, l'infiorescenza di mughetto che era solito portare al taschino durante le sue esecuzioni in pubblico e che divenne parte dello stemma del Rugby Club Toulonnais.
Nel 1930 lo stadio fu danneggiato da una tempesta, e nel 1943 dai bombardamenti della seconda guerra mondiale.
Nel 1965 il Mayol fu acquisito dal comune di Tolone e andò incontro a una prima ristrutturazione.
I maggiori lavori di rinnovamento furono tra il 2005 e il 2006, quando il comune ristrutturò le tribune e gli spogliatoi, e nel 2014 quando lo stadio fu ampliato fino alla capienza di 15 250 posti.
È allo studio un progetto per l'ampliamento a 18 000 posti per il 2018.

## Altri utilizzi
Lo stadio, oltre a essere la casa storica del Rugby Club Toulonnais, fu anche utilizzato in diverse occasioni dalla concittadina squadra di calcio, lo Sporting Toulon Var nelle more della costruzione e delle successive ristrutturazioni del suo impianto, lo Stade Bon Rencontre: una prima volta tra il 1983 e il 1989, poi nel 1991-92, dal 1994 al 1996 e infine un'ultima volta nel 2000-01.
Il terreno fu utilizzato anche per ospitare concerti, tra i più noti dei quali si segnalano quello di Johnny Hallyday nel 1977 e Bob Marley nel 1980.

## Struttura
Lo stadio Mayol sorge nel centro cittadino di Tolone ed è a pianta rettangolare, con due tribune coperte sui lati lunghi della struttura e due curve scoperte su quelli corti.
A ogni elemento è stato dato un nome celebrativo:
- la tribuna Lafontan (coperta) che sorge lungo la strada omonima sulla quale lo stadio ha l'ingresso principale, è intitolata a Jules Lafontan, ex pilone del club e ucciso dai nazisti durante la liberazione di Tolone nel 1944[2];
- la tribuna Bonnus, opposta alla Lafontan e coperta anch'essa, è dedicata alla memoria di Michel Bonnus, che fu capitano del club e internazionale per la Francia negli anni trenta[2];
- la curva Finale, sul lato nord dello stadio, intitolata alla memoria di Charles Finale, pilone morto in giovane età dopo un incontro di Coppa contro Grenoble nel 1964[2];
- la curva Delangre, sul lato a mare, battezzata in omaggio a Eugène Delangre, ex giocatore come terza ala e poi allenatore del club, morto nel 1970 a 66 anni[2].

## Tifoseria
Lo stadio Mayol ha fama di essere uno dei campi più difficili e intimidatori del mondo e, a livello nazionale, ritenuto secondo in tale categoria solo dopo il Michelin di Clermont-Ferrand; ciò è dovuto in larga parte alla sua tifoseria, giudicata tra le più accese e passionali di Francia.
Al riguardo Aubin Hueber, internazionale francese a lungo giocatore e allenatore del Tolone, in un'intervista definì il Mayol «una leggenda».
Nel settembre 2015, quando l'agenzia antidoping francese sollevò sospetti circa la vendita insolita di sostanze potenzialmente illegali ai fini sportivi da parte delle farmacie di Tolone, i tifosi risposero presentandosi allo stadio indossando magliette con la scritta «Dopé au RCT» («Drogato di RCT», l'acronimo del Rugby Club Toulonnais, a indicare l'attaccamento al club).